# Campeonato Mundial de Biatlón de 2023
El LVI Campeonato Mundial de Biatlón se celebró en la localidad de Oberhof (Alemania) entre el 8 y el 19 de febrero de 2023 bajo la organización de la Unión Internacional de Biatlón (IBU) y la Federación Alemana de Biatlón.
Los biatletas de Rusia y Bielorrusia fueron excluidos de este campeonato debido a la invasión rusa de Ucrania.

## Calendario
| M | Masculino | F | Femenino | MIX | Mixto |

| Febrero de 2023 | 08 Mié | 09 Jue | 10 Vie | 11 Sáb | 12 Dom | 12 Dom | 13 Lun | 14 Mar | 15 Mié | 16 Jue | 17 Vie | 18 Sáb | 18 Sáb | 19 Dom | 19 Dom |
| --------------- | ------ | ------ | ------ | ------ | ------ | ------ | ------ | ------ | ------ | ------ | ------ | ------ | ------ | ------ | ------ |
| Velocidad       |        |        | F      | M      |        |        |        |        |        |        |        |        |        |        |        |
| Persecución     |        |        |        |        | F      | M      |        |        |        |        |        |        |        |        |        |
| Individual      |        |        |        |        |        |        |        | M      | F      |        |        |        |        |        |        |
| Salida en grupo |        |        |        |        |        |        |        |        |        |        |        |        |        | F      | M      |
| Relevos         | MIX    |        |        |        |        |        |        |        |        | IND    |        | F      | M      |        |        |

## Resultados

### Masculino
| Evento                        | Oro                                                                                        | Plata                                                                                                | Bronce                                                                                       |
| ----------------------------- | ------------------------------------------------------------------------------------------ | --- | -------------------------------------------------------------------------------------------- |
| 10 km velocidad (11.02)       | Johannes Thingnes Bø · Noruega · 23:21,7                                                   | Tarjei Bø · Noruega · 23:36,5                                                                        | Sturla Lægreid · Noruega · 24:01,6                                                           |
| 20 km individual (14.02)      | Johannes Thingnes Bø · Noruega · 49:57,5                                                   | Sturla Lægreid · Noruega · 51:08,2                                                                   | Sebastian Samuelsson · Suecia · 51:08,6                                                      |
| 12,5 km persecución (12.02)   | Johannes Thingnes Bø · Noruega · 33:34,5                                                   | Sturla Lægreid · Noruega · 34:45,7                                                                   | Sebastian Samuelsson · Suecia · 35:28,6                                                      |
| 15 km salida en grupo (19.02) | Sebastian Samuelsson · Suecia · 36:42,8                                                    | Martin Ponsiluoma · Suecia · 36:52,4                                                                 | Johannes Thingnes Bø · Noruega · 37:21,6                                                     |
| Relevos 4 × 7,5 km (18.02)    | Francia Antonin Guigonnat Fabien Claude Émilien Jacquelin Quentin Fillon Maillet 1:21:48,8 | Noruega · Vetle Sjåstad Christiansen · Tarjei Bø · Sturla Lægreid · Johannes Thingnes Bø · 1:22:27,6 | Suecia · Peppe Femling · Martin Ponsiluoma · Jesper Nelin · Sebastian Samuelsson · 1:23:28,7 |

### Femenino
| Evento                          | Oro                                                                                         | Plata                                                                                           | Bronce                                                                          |
| ------------------------------- | ------------------------------------------------------------------------------------------- | ----------------------------------------------------------------------------------------------- | ------------------------------------------------------------------------------- |
| 7,5 km velocidad (10.02)        | Denise Herrmann-Wick · Alemania · 21:19,7                                                   | Hanna Öberg · Suecia · 21:21,9                                                                  | Linn Persson · Suecia · 21:45,9                                                 |
| 15 km individual (15.02)        | Hanna Öberg · Suecia · 43:36,1                                                              | Linn Persson · Suecia · 43:46,4                                                                 | Lisa Vittozzi · Italia · 44:04,1                                                |
| 10 km persecución (12.02)       | Julia Simon Francia 32:00,8                                                                 | Denise Herrmann-Wick · Alemania · 32:27,8                                                       | Marte Olsbu Røiseland · Noruega · 32:38,5                                       |
| 12,5 km salida en grupo (19.02) | Hanna Öberg · Suecia · 36:48,0                                                              | Ingrid Tandrevold · Noruega · 36:52,8                                                           | Julia Simon Francia 37:08,8                                                     |
| Relevos 4 × 6 km (18.02)        | Italia · Samuela Comola · Dorothea Wierer · Hannah Auchentaller · Lisa Vittozzi · 1:14:39,7 | Alemania · Vanessa Voigt · Hanna Kebinger · Sophia Schneider · Denise Herrmann-Wick · 1:15:04,4 | Suecia · Linn Persson · Anna Magnusson · Elvira Öberg · Hanna Öberg · 1:15:35,4 |

### Mixto
| Evento                    | Oro | Plata                                                                                   | Bronce                                                                                         |
| ------------------------- | --- | --------------------------------------------------------------------------------------- | ---------------------------------------------------------------------------------------------- |
| Relevos 4 × 6 km (08.02)  | Noruega · Ingrid Tandrevold · Marte Olsbu Røiseland · Sturla Lægreid · Johannes Thingnes Bø · 1:04:41,9 | Italia · Lisa Vittozzi · Dorothea Wierer · Didier Bionaz · Tommaso Giacomel · 1:04:53,5 | Francia Julia Simon Anaïs Chevalier-Bouchet Émilien Jacquelin Quentin Fillon Maillet 1:05:37,8 |
| Relevo individual (16.02) | Noruega · Marte Olsbu Røiseland · Johannes Thingnes Bø · 35:37,1                                        | Austria · Lisa Hauser · David Komatz · 35:50,9                                          | Italia · Lisa Vittozzi · Tommaso Giacomel · 36:28,1                                            |

## Medallero
| Núm. | País     | Oro | Plata | Bronce | Total |
| ---- | -------- | --- | ----- | ------ | ----- |
| 1    | Noruega  | 5   | 5     | 3      | 13    |
| 2    | Suecia   | 3   | 3     | 5      | 11    |
| 3    | Francia  | 2   | 0     | 2      | 4     |
| 4    | Alemania | 1   | 2     | 0      | 3     |
| 5    | Italia   | 1   | 1     | 2      | 4     |
| 6    | Austria  | 0   | 1     | 0      | 1     |
|      | TOTAL    | 12  | 12    | 12     | 36    |